# 柏市立柏第五小学校
柏市立柏第五小学校（かしわしりつ かしわだいごしょうがっこう）は、千葉県柏市柏にある市立小学校。通称は「柏五小」（かしわごしょう）または「五小」（ごしょう）。

## 校訓
残したい五小の伝統
- 元気なあいさつ 元気なへんじ

## 沿革
- 1956年（昭和31年）4月 - 柏市立柏第一小学校より分離し、柏市立柏第五小学校として発足

## 特徴
手賀沼に対する理解を深める授業を行っている。

## 著名な出身者
・大沢允（本名・山田允～歌手・ヴォイストレーナ－～元・内山田洋とク－ルファイブ・メインヴォ－カル）
・勝見雅弘（～成田高校・元陸上競技男子100メートル高校記録保持者～記録10秒5）
・浅倉カンナ（女性総合格闘家）

## 周辺
- 手賀沼
- 柏市立桜台保育園
- 柏市立東町保育園
- 巻石堂さくら保育園
- 私立吉田幼稚園
- 私立ホザナ幼稚園
- 柏市立あけぼの保育園
- 柏市立柏第二中学校
- 東京慈恵会医科大学柏病院